# Association danoise d'espéranto
Pour les articles homonymes, voir DEA.
L'Association danoise d'espéranto (en espéranto : Dana Esperanto-Asocio ; en danois : Esperantoforeningen for Danmark ou DEA) est une organisation danoise dans laquelle tous travaillent bénévolement. L'association vit grâce aux cotisations des membres.
En 2006, l'association avait 205 membres.
Le président actuel est Peter Wraae.